# Andriej Trubieckoj
Andriej Władimirowicz Trubieckoj, ros. Андрей Владимирович Трубецкой (ur. 4 lipca 1920 r. w Bogorodicku w guberni moskiewskiej, zm. 27 października 2002 r.) – radziecki partyzant pod koniec II wojny światowej, kardiolog, memuarysta.

## Życiorys
Pochodził z rodu książęcego. Jego rodzina mieszkała w Siergijewie Posadzie. W 1934 r. został aresztowany przez NKWD jego ojciec i siostra. Otrzymali oni karę zsyłki do Andiżanu, dokąd udała się reszta rodziny. W 1937 r. ponownie aresztowano jego ojca i siostrę, którzy następnie zostali rozstrzelani. Ponadto NKWD aresztowało brata i drugą siostrę, skazanych na karę 10 lat łagrów. W tej sytuacji Trubieckoj w 1938 r. przeniósł się do Samarkandy. Następnie przybył do Moskwy, rozpoczynając zaoczne studia na wydziale fizycznym miejscowego uniwersytetu. W 1939 r. został zmobilizowany do Armii Czerwonej. Po ataku wojsk niemieckich na ZSRR 22 czerwca 1941 r., został ciężko ranny w walkach pod Pskowem, po czym w lipcu tego roku trafił do niewoli. Leczony w lazarecie w okupowanym Wilnie, został wypuszczony na wolność w wyniku interwencji krewnych z litewskiej gałęzi rodu Trubieckich. Początkowo przebywał w majątku książąt Chrieptowiczów-Butieniewów we wsi Szczorsy koło Nowogródka. Na pocz. 1943 r. zamieszkał w Królewcu, gdzie został bibliotekarzem w Instytucie Badań Wschodu przy miejscowym uniwersytecie. Otrzymał możliwość pozostania w Niemczech lub wyjazdu do Francji. Nie skorzystał jednak z tej możliwości, przedostając się potajemnie w 1944 r. w Lasy Augustowskie, gdzie wstąpił do polskiego, a następnie radzieckiego oddziału partyzanckiego „majora Orłowa”. Na pocz. 1945 r. powrócił do Armii Czerwonej. Służył w 148 Gwardyjskim Pułku Strzeleckim. Został ranny. Po demobilizacji w 1946 r., powrócił do Moskwy, gdzie tym razem rozpoczął studia na wydziale biologicznym miejscowego uniwersytetu. W sierpniu 1949 r. został aresztowany przez KGB. Po procesie skazano go w styczniu 1950 r. na karę 10 lat łagrów. Pracował w lazarecie obozowym. W styczniu 1955 r. wyszedł na wolność. Powrócił na studia w Moskwie. W listopadzie 1956 r. został zrehabilitowany. Od 1961 r. kierował laboratorium fizjologicznym w instytucie kardiologii. W kolejnych latach pracował naukowo w Centrum Kardiologicznym Akademii Nauk ZSRR. W 1970 r. otrzymał tytuł doktora nauk biologicznych. Był autorem prac naukowych. W 1996 r. opublikował książkę pt. „Rossija wosprianiet”, zawierającą artykuły członków rodu Trubieckich, zaś w 1997 r. wyszły jego wspomnienia pt. „Puti nieispowiedimy. (ros. Пути неисповедимы; Wospominanija 1939-1955)”.